# Ljuraparken
Ljuraparken ligger i mitt i stadsdelen Ljura i Norrköping. Parken anlades samtidigt som man byggde stadsdelen Ljura i slutet av 1950-talet. Idag finns det en stor lekplats i parken och en mindre backe som används vintertid, man firar även Valborgsmässoafton i parken med traditionell brasa.